# Pithecopus rohdei
Pithecopus rohdei es una especie de anfibios de la familia Phyllomedusidae. Es endémica de Brasil.
Sus hábitats naturales incluyen bosques tropicales o subtropicales secos y a baja altitud, sabanas secas, ríos, tierra arable, pastos, plantaciones, jardines rurales, áreas urbanas y zonas previamente boscosas ahora muy degradadas.